# Entyloma leontices
Entyloma leontices är en svampart som beskrevs av Savul. 1931. Entyloma leontices ingår i släktet Entyloma och familjen Entylomataceae.   Inga underarter finns listade i Catalogue of Life.